# Seemone
Seemone, właśc. Léa Simoncini (ur. 5 maja 1997 w Paryżu) – francuska piosenkarka.

## Życiorys
Jest córką Marka Simonciniego. Urodziła się z wadą głosu, jedna z jej strun głosowych jest praktycznie całkowicie przecięta na pół.
W 2016 rozpoczęła naukę gry na pianinie. W 2018 wydała debiutancki singiel „Nightbird”, który — jak sama opowiadała w wywiadach — jest metaforą przywołującą „lot dziewczynki, która czuje się nieswojo w ewoluującym świecie”. Teledyskiem do utworu złożyło hołd Pinie Bausch. Następnie wydała singiel „Que reste-t-il de nous?”. W styczniu 2019 z utworem „Tous les deux” zajęła drugie miejsce w finale programu Destination Eurovision 2019 wyłaniającego reprezentanta Francji w 64. Konkursie Piosenki Eurowizji.

## Dyskografia
Single
- 2018 – „Nightbird”
- 2018 – „Que reste-t-il de nous?”
- 2019 – „Tous les deux”
- 2020 – „Dans mes rêves”
- 2020 – „Cœur de pierre”
- 2020 – „Brun de folie”